# Caenota nemorosa
Caenota nemorosa är en nattsländeart som beskrevs av Arturs Neboiss 1984. Caenota nemorosa ingår i släktet Caenota och familjen Calocidae. Inga underarter finns listade i Catalogue of Life.